# ミンシオ
ミンシオ (Mincio) はフランス生まれの競走馬および種牡馬。

## 経歴
競走馬としてはフランスで走り、プール・デッセ・デ・プーラン、フォレ賞、ムーラン・ド・ロンシャン賞といった現在のG1競走を制すなどの活躍をみせた。
1961年から種牡馬入りして供用が開始され、1969年に日本へ輸出された。日本では、1972年と1973年には3歳（現表記2歳）リーディングサイアーとなった。そして1979年に死亡した。
日本では1973年の朝日杯3歳ステークスを制したミホランザンなどを輩出し、同じくレリックの直仔で日本に輸入されたポリックやヴェンチアらとともにマンノウォー系およびレリック系の発展に貢献したが、日本で後継種牡馬となった3頭が父系を繋げられずに途絶えている。しかし母系に入ってナタゴラといった馬の血統表に名前が残っている。

## 主な産駒
- Minamoto / ミナモト（1964生、1967年ジョッケクルブ賞2着、種牡馬）
- ユウシオ（1970年生、1972年北海道3歳ステークス、1973年ダービー卿チャレンジトロフィー、1974年東京新聞杯、種牡馬）
- ミホランザン（1971年生、1973年朝日杯3歳ステークス）
- ファイブワン（1972年生、1975年関屋記念、種牡馬）
- リキタイコー（1974年生、1977年CBC賞、1978年中日新聞杯、種牡馬）

### 母の父としての主な産駒
- ポットテスコレディ（母マサリオン、1986年阪神牝馬特別、1987年京都牝馬特別、スワンステークス）
- ダイテンスパルタ（母サクラスワン、1987年阪神障害ステークス（春））
- Mtoto / ムトト（母Amazer、1987年エクリプスステークスなど）
- アクアビット（母ナスノジョリー、1989年ニュージーランドトロフィー4歳ステークス）
- シゲルデッドクロス（母イットー、1993年阪神障害ステークス（春））

## 血統表
| ミンシオの血統     | ミンシオの血統 | ミンシオの血統 | （血統表の出典） | （血統表の出典） |
| 父系               | レリック系 | レリック系 | レリック系 |                  |
| 父 Relic 1945 青毛 | 父の父War Relic 1938 栗毛 | Man o'War | Fair Play | Fair Play        |
| 父 Relic 1945 青毛 | 父の父War Relic 1938 栗毛 | Man o'War | Mahubah |                  |
| 父 Relic 1945 青毛 | 父の父War Relic 1938 栗毛 | Friar's Carse | Friar Rock | Friar Rock       |
| 父 Relic 1945 青毛 | 父の父War Relic 1938 栗毛 | Friar's Carse | Problem |                  |
| 父 Relic 1945 青毛 | 父の母Bridal Colors 1931 青毛 | Black Toney | Peter Pan I | Peter Pan I      |
| 父 Relic 1945 青毛 | 父の母Bridal Colors 1931 青毛 | Black Toney | Belgravia |                  |
| 父 Relic 1945 青毛 | 父の母Bridal Colors 1931 青毛 | Vaila | Fariman | Fariman          |
| 父 Relic 1945 青毛 | 父の母Bridal Colors 1931 青毛 | Vaila | Padilla |                  |
| 母 Merise 1945     | 母の父Le Pacha 1938 | Biribi | Rabelais | Rabelais         |
| 母 Merise 1945     | 母の父Le Pacha 1938 | Biribi | La Bidouze |                  |
| 母 Merise 1945     | 母の父Le Pacha 1938 | Advertencia | Ksar | Ksar             |
| 母 Merise 1945     | 母の父Le Pacha 1938 | Advertencia | Ad Glorian |                  |
| 母 Merise 1945     | 母の母Miraflore 1933 | Bruleur | Chouberski | Chouberski       |
| 母 Merise 1945     | 母の母Miraflore 1933 | Bruleur | Basse Terre |                  |
| 母 Merise 1945     | 母の母Miraflore 1933 | Mirabilis | Teddy | Teddy            |
| 母 Merise 1945     | 母の母Miraflore 1933 | Mirabilis | Mirage F-No.14-b |                  |
| 母系(F-No.)        | 14号族(FN:14-b) | 14号族(FN:14-b) | 14号族(FN:14-b) | [ § 2 ]          |
| 5代内の近親交配    | Bruleur 5×3=15.63%（母内）、Superman・Peter Pan 5×4=9.38%（父内）、Rock Sand 5×5=6.25%（父内）、Fairy Gold 5×5=6.25%（父内）、Chouberski 5x4（母内） | Bruleur 5×3=15.63%（母内）、Superman・Peter Pan 5×4=9.38%（父内）、Rock Sand 5×5=6.25%（父内）、Fairy Gold 5×5=6.25%（父内）、Chouberski 5x4（母内） | Bruleur 5×3=15.63%（母内）、Superman・Peter Pan 5×4=9.38%（父内）、Rock Sand 5×5=6.25%（父内）、Fairy Gold 5×5=6.25%（父内）、Chouberski 5x4（母内） | [ § 3 ]          |
| 出典               | 1. 2. 3. | 1. 2. 3. | 1. 2. 3. | 1. 2. 3.         |